# Wilhelm Hansen (Museumsleiter)

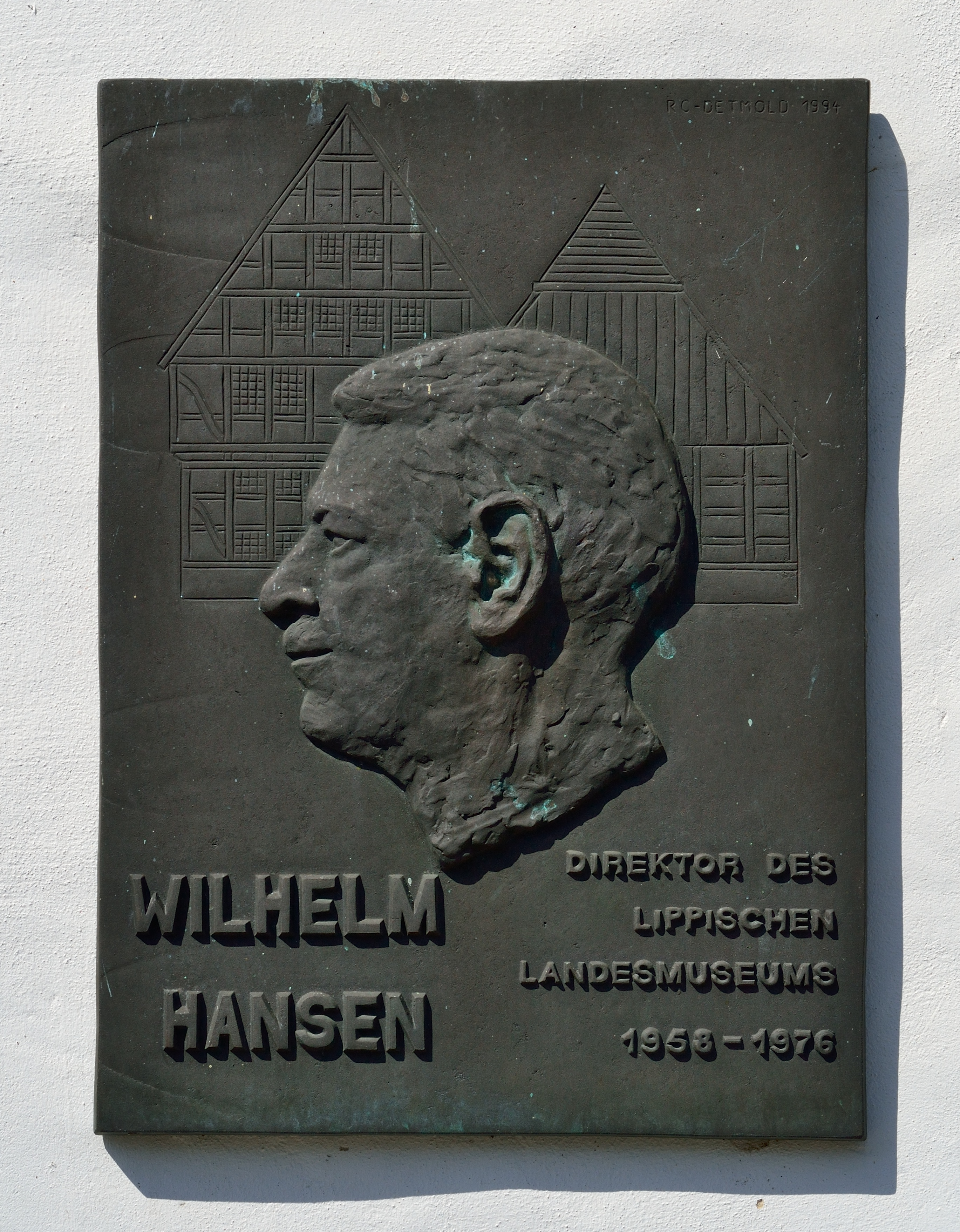
Bronzetafel am Landesmuseum

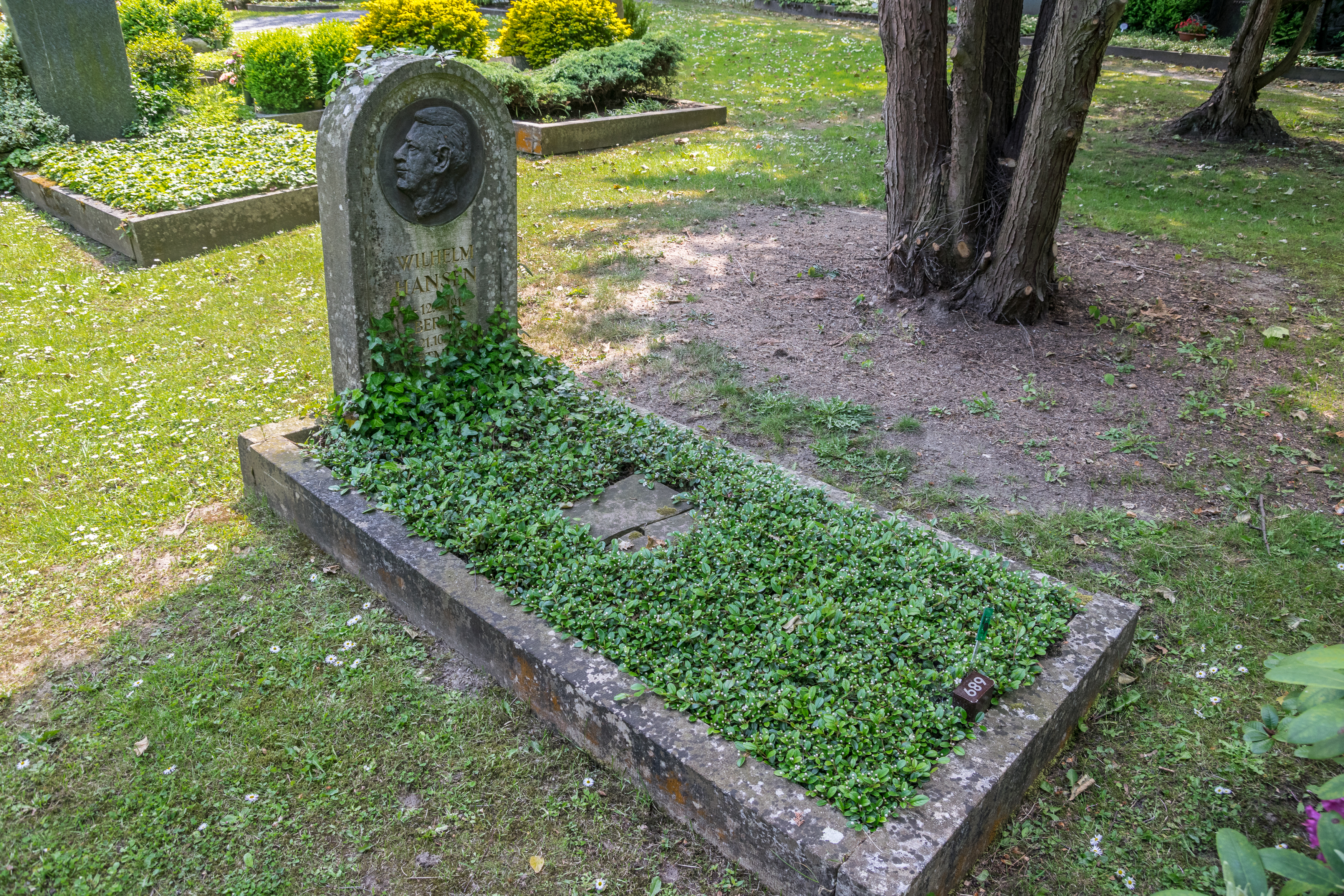
Grab auf dem Alten Friedhof, Detmold

Wilhelm Hansen (* 12. April 1911 in Berlin; † 21. Oktober 1986 in Detmold) war ein deutscher Museumsdirektor.

## Leben
Nach dem Abitur studierte Hansen Volkskunde, Kunstgeschichte, Völkerkunde und Germanistik an der Universität Berlin. Nach dem Zweiten Weltkrieg kam er nach Detmold und arbeitete in den Jahren 1946 bis 1961 als Dozent an der Pädagogischen Akademie Detmold. Ab 1952 war Hansen Abteilungsleiter des Lippischen Landesmuseums, von 1958 bis 1976 dessen Leiter.
Sein Nachfolger als Direktor des Lippischen Landesmuseums wurde Friedrich Hohenschwert.
Während Hansens Amtszeit wurde das Museum um die Gebäude Kornhaus (1958), Zehntscheune (1962) und Mittelmühle (1973) erweitert.
1995 wurde ihm zu Ehren am Kornhaus eine Gedenktafel angebracht.

## Auszeichnungen
- 1968: Verleihung des Ehrendoktortitels durch die Westfälische Wilhelms-Universität Münster
- 1971: Bundesverdienstkreuz 1. Klasse
- 1978: Verleihung des Professorentitels durch das Ministerium für Wissenschaft und Forschung des Landes Nordrhein-Westfalen

## Veröffentlichungen (Auswahl)
- Das Lippische Landesmuseum. Topp + Möller, Detmold 1972.
- Fachwerk im Weserraum. Niemeyer, Hameln 1980, ISBN 3-87585-048-3.
- Hauswesen und Tagewerk im alten Lippe: Ländliches Leben in vorindustrieller Zeit. Aschendorff, Münster 1982, ISBN 3-402-05665-8.
- Wilhelm Hansen, Helmut Luley: Ländliches Tagewerk im alten Lippe. Hrsg.: Rainer Springhorn. Topp + Möller, Detmold 1989, ISBN 3-9801798-2-6.